# Tour des Combins
Le Tour des Combins est un parcours de randonnée pédestre en six étapes autour du massif des Combins, entre l'Italie et la Suisse.

## Les six étapes classiques
- Étape 1 : Bourg-Saint-Pierre—col de Mille
- Étape 2 : col de Mille—Panossière
- Étape 3 : Panossière—Chanrion
- Étape 4 : Cabane de Chanrion—Champillon
- Étape 5 : Champillon – Saint-Rhémy
- Étape 6 : Saint-Rhémy—Bourg-Saint-Pierre

## Itinéraire possible
Le tour commence à Bourg-Saint-Pierre (1 632 m) en Valais, d'où commence la montée dans les pâturages, par un chemin large. L'étape finit cette étape sans difficultés par un sentier menant jusqu'à la cabane du col de Mille (2 573 m).
La deuxième étape passe par la cabane Brunet (2 103 m), puis offre deux itinéraires possibles, le plus joli étant celui qui passe par le col des Avouillons (2 647 m) puis traverse le glacier de Corbassière (balisé) et mène à la cabane de FXB Panossière (2 645 m). L'itinéraire emprunte la passerelle de Corbassière, inaugurée le 6 juillet 2014, 190 mètres de portée, 70 mètres au-dessus du glacier. Elle est parrainée par Toni Rüttimann.
La troisième étape commence par la montée au plus haut col du tour, le col des Otanes (2 880 m). Le parcours suit la longue descente jusqu'au barrage de Mauvoisin. Ensuite les athlètes doivent longer le lac du même nom et monter au col de Tsofeiret (2 635 m). Après la descente, ils arrivent à la cabane de Chanrion, créée en 1890 par la section de Genève du Club alpin suisse. Cette étape est normalement la plus longue.
La quatrième étape passe par la fenêtre de Durand (2 797 m), qui marque l'entrée en Vallée d'Aoste (Italie). La suite de l'étape est longue mais facile et se termine à la cabane de Champillon.
La cinquième étape débute par la montée au col de Champillon (2 708 m) d'où l'on voit bien le massif du Mont-Blanc. L'arrivée se situe à Saint-Rhémy-en-Bosses où l'on peut loger dans un hôtel ; une variante consiste à ne pas descendre jusqu'à Saint-Rhémy et loger au col du Grand Saint-Bernard, en passant par la batterie de Plan Puitz.
La dernière étape est le passage du col du Grand Saint-Bernard pour retourner en Valais et rejoindre Bourg-Saint-Pierre, via le lac des Toules dans le val d'Entremont.